# Залісся (Червенський район)
Залісся (біл. вёска Залессе) — село в складі Червенського району Мінської області, Білорусь. Село підпорядковане Валевачівській сільській раді, розташоване в центральній частині області.